# Sophta chopardi
Sophta chopardi är en fjärilsart som beskrevs av Emilio Berio 1954. Sophta chopardi ingår i släktet Sophta och familjen nattflyn. Inga underarter finns listade i Catalogue of Life.